# Rise of the Saints
Rise of the Saints, es una película de acción y fantasía nigeriana de 2020 dirigida por Samuel O. Olateru y producida por Bolanle Olasunde. Está protagonizada por Deyemi Okanlawon, Rachel Oniga, Tina Mba, Peter Fatomilola y Teleola Kuponiyi.

## Sinopsis
La película trata sobre la historia de la leyenda yoruba, la reina Moremi Ajasoro.

## Elenco
- Teleola Kuponiyi como Luke
- Deyemi Okanlawon como Wale
- Rachel Oniga como la tía Tolu
- Tina Mba como profetisa
- Peter Fatomilola como Orula
- Olufunmi Ronke Disu como Dena
- Daniel Ugbang

## Lanzamiento
Se estrenó el 9 de octubre de 2020 en los cines Filmhouse IMAX, Lekki después de cinco años de su producción. La película recibió reseñas mixtas de los críticos.